# Richtlinie 2013/36/EU (Eigenkapitalrichtlinie)
Die Richtlinie 2013/36/EU über den Zugang zur Tätigkeit von Kreditinstituten und die Beaufsichtigung von Kreditinstituten und Wertpapierfirmen ist eine Richtlinie der Europäischen Union. Gegenstand der Richtlinie ist die  Koordinierung der Vorschriften der EU-Mitgliedsstaaten über den Zugang zur Tätigkeit von Kreditinstituten und Wertpapierfirmen, über die Modalitäten der Unternehmensführung und den Aufsichtsrahmen. Die Richtlinie setzt die erhöhten Eigenkapitalanforderungen für Kreditinstitute von Basel III um und löst die Richtlinien 2006/48/EG (Bankenrichtlinie) und 2006/49/EG (Kapitaladäquanzrichtlinie) ab.
Im Deutschen wird die Richtlinie 2013/36/EU vereinfachend auch als Eigenkapitalrichtlinie bezeichnet. Im englischen Sprachraum ist die Bezeichnung Capital Requirements Directive (CRD) üblich. Weil diese Richtlinie die vierte ihrer Art ist, wird sie auch als CRD IV bezeichnet.

## Umsetzung von Basel II
Durch frühere Richtlinien wurde Basel II in europäisches Recht umgesetzt. Enthalten waren Mindesteigenkapitalanforderungen an Banken, durch Bankaufsicht zu prüfende Anforderungen an Banken und Offenlegungsvorschriften für Banken. Ihre Inhalte wurden, soweit sie nicht zu Änderungen des Kreditwesengesetzes führten, in der Solvabilitätsverordnung (SolvV), der Großkredit- und Millionenkreditverordnung (GroMiKV) und den Mindestanforderungen an das Risikomanagement (BA) (MaRisk) in deutsches Recht umgesetzt.

## Neufassung zur Umsetzung von Basel III
Im Dezember 2010 hat der Basler Ausschuss für Bankenaufsicht unter dem Arbeitstitel Basel III eine umfassende Überarbeitung des aufsichtlichen Rahmens verabschiedet, die unter anderem eine weitere Anhebung der Mindestausstattung mit Eigenkapital vorsieht. Dieses Dokument wurde von der EU übernommen; dazu hat die EU-Kommission im Juli 2011 einen Vorschlag vorgestellt, der in der Presse häufig mit CRD IV bezeichnet wird.
Der Vorschlag besteht aus zwei Dokumenten: aus der Verordnung (EU) Nr. 575/2013 (Kapitaladäquanzverordnung) (englische Abkürzung CRR), welche als Europäische Verordnung unmittelbar anzuwenden ist, sowie der hier beschriebenen ergänzenden Richtlinie 2013/36/EU (Eigenkapitalrichtlinie, englisch Capital Requirements Directive – CRD IV), die in Deutschland durch das sogenannte CRD-IV-Umsetzungsgesetz vom 28. August 2013 (BGBl. I S. 3395) in nationales Recht umgesetzt wurde. Beide Teile wurden im Juni 2013 von den zuständigen Instanzen der EU angenommen und am 26. Juni 2013 im Amtsblatt der Europäischen Union veröffentlicht.
Die neuen Regeln zur Ermittlung der angemessenen Kapitalausstattung (mit einer Kernkapitalquote von 7 % (hartes Kernkapital; einschließlich 2,5 % Kapitalerhaltungspuffer) und einer Gesamtkapitalquote von 10,5 %) sind grundsätzlich seit 1. Januar 2014 anzuwenden. Es gelten jedoch umfangreiche Übergangsbestimmungen. Weitere Bestimmungen der Kapitaladäquanzverordnung und der Eigenkapitalrichtlinie betreffen die  Offenlegungspflichten für Institute sowie Großkreditregeln, die Höchstverschuldungsquote (Leverage Ratio) und auch Vorgaben zur Vergütungspolitik der Institute.